# Calanthe hattorii
Calanthe hattorii är en orkidéart som beskrevs av Rudolf Schlechter. Calanthe hattorii ingår i släktet Calanthe och familjen orkidéer. Inga underarter finns listade i Catalogue of Life.